# مابل فالي (واشنطن)
مابل فالي (بالإنجليزية: Maple Valley)‏ هي إحدى مدن ولاية واشنطن في الولايات المتحدة الأمريكية.

## التركيبة السكانية
قام مكتب تعداد الولايات المتحدة بتحديد بيانات التركيبة السكانية لمابل فالي في تعداد الولايات المتحدة. في ما يلي، التركيبة السكانية حسب تعدادي 2000 و2010.

### تعداد عام 2000
بلغ عدد سكان مابل فالي 14,209 نسمة بحسب تعداد عام 2000، وبلغ عدد الأسر 4,809 أسرة وعدد العائلات 3,952 عائلة مقيمة في المدينة.
وتوزع التركيب العرقي للمدينة بنسبة.
بلغ عدد الأسر 4,809 أسرة كانت نسبة 51.7% منها لديها أطفال تحت سن الثامنة عشر تعيش معهم، وبلغت نسبة الأزواج القاطنين مع بعضهم البعض 69.9% من أصل المجموع الكلي للأسر، ونسبة 8.9% من الأسر كان لديها معيلات من الإناث دون وجود شريك، وكانت نسبة 17.8% من غير العائلات. تألفت نسبة 13.6% من أصل جميع الأسر من أفراد ونسبة 3.2% كانوا يعيش معهم شخص وحيد يبلغ من العمر 65 عاماً فما فوق. وبلغ متوسط حجم الأسرة المعيشية 3.26، أما متوسط حجم العائلات فبلغ 2.95.
بلغ العمر الوسطي للسكان 32 عاماً. وكانت نسبة 33.8% من القاطنين تحت سن الثامنة عشر، ونسبة 4.5% كانت ضمن فئة الخامسة والستين عاماً فما فوق. يوجد لكل 100 أنثى 99.2 ذكر، ويوجد لكل 100 أنثى في الثامنة عشر من عمرها فما فوق 96.5 ذكر.
بلغ متوسط دخل الأسرة في المدينة 67,159 دولار، أما متوسط دخل العائلة فبلغ 70,008 دولار. وكان متوسط دخل الذكور 50,623 دولار مقابل 34,097 دولار للإناث. وسجل دخل الفرد الخاص بالمدينة 24,859 دولار. وكانت نسبة 2.1% من العائلات ونسبة 2.6% من السكان تحت خط الفقر،

### تعداد عام 2010
بلغ عدد سكان مابل فالي 22,684 نسمة بحسب تعداد عام 2010، وبلغ عدد الأسر 7,679 أسرة وعدد العائلات 6,159 عائلة مقيمة في المدينة. في حين سجلت الكثافة السكانية 3,965.7 نسمة لكل ميل مربع (1,531.2/كم2). وبلغ عدد الوحدات السكنية 7,997 وحدة بمتوسط كثافة قدره 1,398.1 لكل ميل مربع (539.8/كم2).
وتوزع التركيب العرقي للمدينة بنسبة 5.7% من الهسبانيون أو اللاتينيون من أي عرق.
بلغ عدد الأسر 7,679 أسرة كانت نسبة 49.9% منها لديها أطفال تحت سن الثامنة عشر تعيش معهم، وبلغت نسبة الأزواج القاطنين مع بعضهم البعض 67.1% من أصل المجموع الكلي للأسر، ونسبة 9.2% من الأسر كان لديها معيلات من الإناث دون وجود شريك، بينما كانت نسبة 3.9% من الأسر لديها معيلون من الذكور دون وجود شريكة وكانت نسبة 19.8% من غير العائلات. وبلغ متوسط حجم الأسرة المعيشية 3.30، أما متوسط حجم العائلات فبلغ 2.95.
بلغ العمر الوسطي للسكان 34.2 عاماً. وكانت نسبة 32.3% من القاطنين تحت سن الثامنة عشر، وكانت نسبة 5.9% بين الثامنة عشرة والأربعة وعشرين عاماً، ونسبة 31.8% كانت واقعةً في الفئة العمرية ما بين الخامسة والعشرين والأربعة وأربعين عاماً، ونسبة 23.3% كانت ما بين الخامسة والأربعين والرابعة والستين، ونسبة 6.6% كانت ضمن فئة الخامسة والستين عاماً فما فوق. وتوزع التركيب الجنسي للسكان بنسبة 49.4% ذكور و50.6% إناث.